# Aéroport João Paulo II
Pour l’article homonyme, voir Aéroport Jean-Paul II de Cracovie.
L’aéroport João Paulo II (code IATA : PDL • code OACI : LPPD) est situé sur l'île de São Miguel aux Açores près de la ville de Ponta Delgada, la ville la plus peuplée de l'archipel des Açores. 
C'est le premier aéroport de l'archipel des Açores quant au trafic. C'est aussi la quatrième plus grosse infrastructure gérée par ANA Aeroportos de Portugal. Un nouveau terminal a été construit en 1995 et en 2005 l'aéroport a vu transiter 873 500 passagers.
Il possède des liaisons régulières vers l'ensemble des îles des Açores ainsi que vers Madère et le continent (Lisbonne et Porto). L'aéroport João Paulo II accueille également des vols internationaux vers l'Europe et l'Amérique du Nord. Il joue le rôle de hub pour les compagnies SATA Air Açores et SATA Internacional.

## Situation

### Carte des aéroports portugais
| \| 30 km1:2 133 000 \| Faro Lisbonne Porto Nouvel Aéroport de Lisbonne |
| 30 km1:2 133 000                                                       |

| 30 km1:2 133 000 |

| Porto Santo Madère |

| \| 30 km1:1 849 000 \| Ponta Delgada Flores Horta Santa Maria Terceira Pico São Jorge Corvo Graciosa |
| 30 km1:1 849 000                                                                                     |

| 30 km1:1 849 000 |

## Statistiques
Pour des raisons techniques, il est temporairement impossible d'afficher le graphique qui aurait dû être présenté ici.

Voir la requête brute et les sources sur Wikidata.

## Compagnies et destinations
| Compagnies                   | Destinations |
| ---------------------------- | --- |
| Azores Airlines              | - Boston Logan, - Las Palmas/Gran Canaria, - Lisbonne-H. Delgado, - Madère-C. Ronaldo, - New York-John F. Kennedy, - Porto-F. Sá-Carneiro, - Praia, - Toronto (Pearson) En saison: - Barcelone-El Prat, - Bilbao, - Francfort, - Hamilton-L.F. Wade, - Montréal (P.-E.-Trudeau), - Paris-Charles de Gaulle |
| Binter Canarias              | En saison: Las Palmas/Gran Canaria |
| British Airways              | En saison: Londres-Heathrow |
| Edelweiss Air                | En saison: Zurich |
| Iberia                       | En saison: Madrid-Barajas |
| Lufthansa                    | En saison:Francfort |
| Ryanair                      | Lisbonne-H. Delgado, Porto-F. Sá-Carneiro En saison: Londres-Stansted, Nuremberg-A. Dürer |
| SATA Air Açores              | - Santa Cruz-Flores, - Graciosa, - Horta, - Pico, - Santa Maria, - São Jorge, - Terceira-Lajes |
| Swiss International Airlines | En saison: Genève-Cointrin |
| TAP Air Portugal             | Lisbonne-H. Delgado En saison: Porto-F. Sá-Carneiro |
| Transavia                    | En saison: Amsterdam |
| Transavia France             | En saison: Paris-Orly, Porto-F. Sá-Carneiro |
| TUI fly Belgium              | En saison: Bruxelles-National |
| TUI fly Netherlands          | En saison: Amsterdam |
| United Airlines              | En saison: Newark-Liberty |

Édité le 31/12/2018 Actualisé le 22/01/2023